# Mascote (Bahia)
Mascote is een gemeente in de Braziliaanse deelstaat Bahia. De gemeente telt 16.590 inwoners (schatting 2009).